# COBUILD

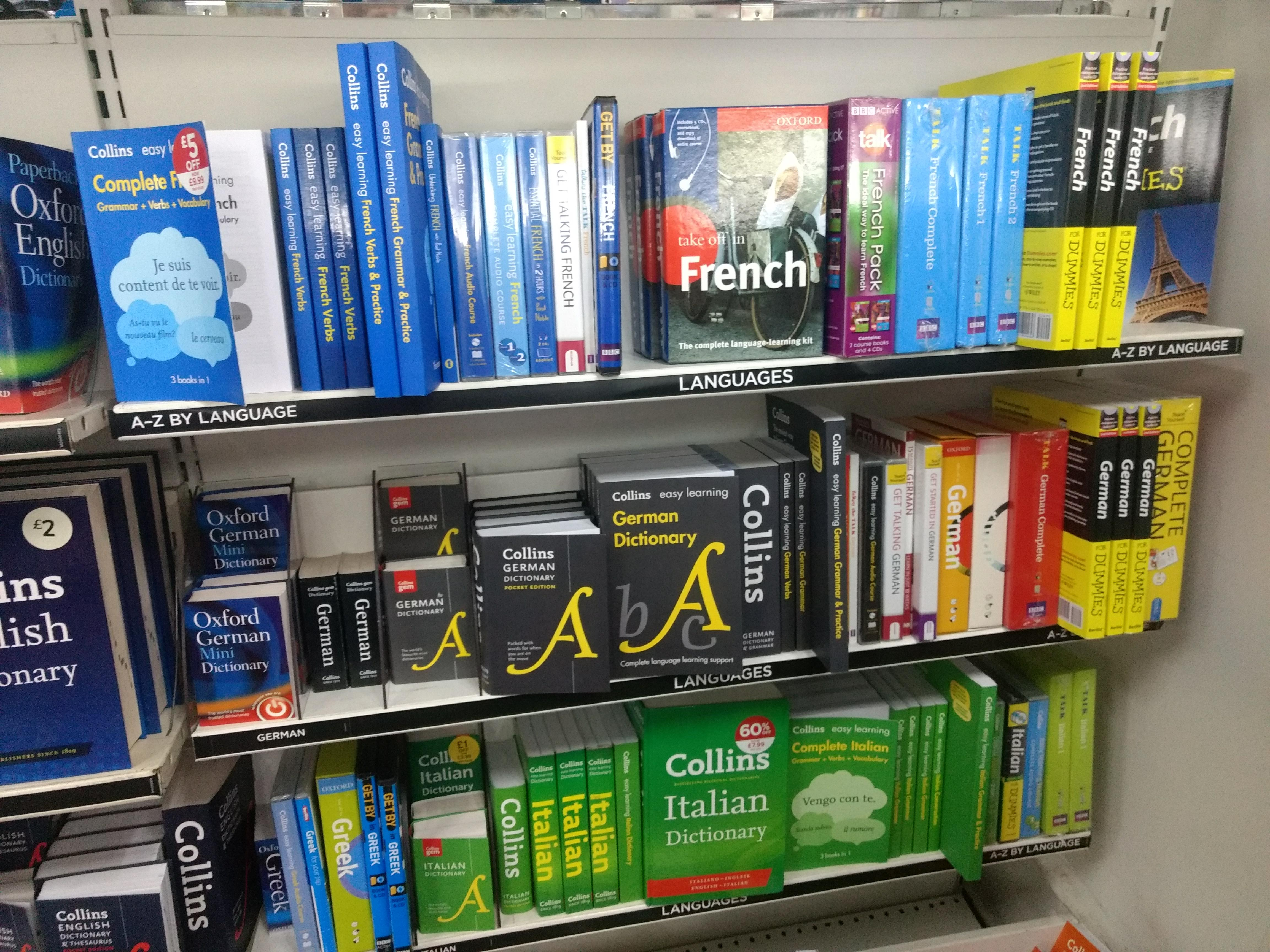
Raccolta di dizionari Collins in una libreria di Enfield (borgo di Londra)

COBUILD, acronimo di Collins Birmingham University International Language Database, è una struttura di ricerca britannica istituita presso l'Università di Birmingham nel 1980 e finanziata dagli editori Collins del dizionario inglese omonimo.
Inizialmente la struttura era guidata dal professor John Sinclair. I risultati più importanti del progetto COBUILD sono stati la creazione e l'analisi di un corpus elettronico di testi contemporanei, il Collins Corpus, che in seguito ha portato allo sviluppo della Bank of English e alla produzione del dizionario monolingue dello studente Collins COBUILD English Language Dictionary, sempre basato sullo studio del corpus COBUILD e pubblicato per la prima volta nel 1987.
Inoltre sono stati pubblicati numerosi altri dizionari e grammatiche, tutti basati esclusivamente su termini forniti dalla Bank of English.